# Şanlıurfa
Şanlıurfa [ʃanˈlɯuɾfa], auch schlicht Urfa genannt (arabisch الرها ar-Ruhā, armenisch Ուռհա Urha, kurdisch رها Riha, reichsaramäisch ܐܘܪܗܝ Urhoy) sowie unter ihrem antiken Namen Edessa (altgriechisch Ἔδεσσα) bekannt, ist die Provinzhauptstadt der türkischen Provinz Şanlıurfa mit über zwei Millionen Einwohnern. Seit der letzten Gebietsreform ist die Stadt eine Büyükşehir Belediyesi (Großstadtkommune) und damit flächen- und einwohnermäßig identisch mit der Provinz. Die Stadt wird als Peygamberler şehri Şanlıurfa („ruhmreiches Urfa, Stadt der Propheten“) bezeichnet.

## Etymologie
Im Syrischen wurde die Stadt ܐܘܪܗܝ / Urhoy genannt. Der seleukidische Herrscher Seleukos Nikator benannte den Ort im Hellenismus in Édessa um, nach der makedonischen Stadt gleichen Namens; sein Nachfahr Antiochos IV. Epiphanes nannte sie Antiochia Kallirhoe, doch setzte sich dieser Name nicht durch. Als römische Kolonie hieß sie offiziell colonia Antoniana Aurelia Alexandria (unter Macrinus zeitweilig colonia Opellia Macriana) und erhielt den Rang einer Metropolis, doch blieb der Name Edessa in den griechischen und lateinischen Quellen weitaus gebräuchlicher. Noch im Mittelalter war Urfa bei den Franken als Edéssa bekannt, während sie syrische Autoren weiter Urhay oder Orhay nennen. Diesen Namen übernahmen auch die Osmanen.
1983 wurde der Stadt wie auch der Provinz, die beide bis dahin lediglich Urfa hießen, der Titel şanlı (zu deutsch „ruhmreich“) verliehen. Der Namenszusatz soll nach offizieller Lesart an den Widerstand der Region gegen die französische Besatzung im türkischen Befreiungskrieg erinnern. Als dessen Resultat verschwanden die letzten Reste der christlichen Bevölkerung (Armenier und Aramäer) der Provinz. Gebräuchlicher ist aber bis heute abseits offizieller Dokumente der Name Urfa.

## Geographie
Şanlıurfa liegt im Südosten der Türkei und ist Hauptstadt der gleichnamigen Provinz. Geographisch und historisch gehört die Stadt zu Nordmesopotamien. Sie hatte in den Jahren seit Anfang des 21. Jahrhunderts ein erhebliches Bevölkerungswachstum zu verzeichnen.
Urfa befindet sich rund 80 km vom Euphrat und rund 40 km von der türkisch-syrischen Grenze entfernt im Nordwesten einer fruchtbaren Ebene, die im Westen, Norden und Osten von Bergen umschlossen ist. Im Südosten liegt die Ebene von Harran. Drei Bäche durchfließen die Stadt, Karakoyun, Dschalzak und Siren. Der Verlauf des Karakoyun muss schon in römischer Zeit eine Umlegung erfahren haben, wie aus den Stadtkarten von Carsten Niebuhr von 1766 und Helmuth von Moltke von 1838 ersichtlich ist. Der sehenswerte Basar von Urfa gilt nach dem von Aleppo als der größte des Vorderen Orients.
Urfa liegt am Kreuzungspunkt alter Handelsstraßen. Eine Ost-West-Verbindung verlief von Persien und Nisibis zu einer Euphratfurt bei Samsat und der Mittelmeerküste, eine Nord-Süd-Verbindung ging vom anatolischen Hochland und Diyarbakır nach Harran und Syrien. Die Stadt verfügt über einen eigenen Flughafen, der unter anderem von Turkish Airlines bedient wird und Urfa mit Ankara und Istanbul verbindet. Der nächstgelegene überregionale Flughafen ist der rund 180 Kilometer nordöstlich gelegene Flughafen Diyarbakır.

## Bevölkerung

### Stadtentwicklung
Nachfolgende Tabelle gibt Auskunft über die Entwicklung der Einwohnerzahlen von Stadt (Şehir), Kreis (İlçe) und Provinz (İl) Şanlıurfa. Die Zahlen wurden den als PDF-Dateien veröffentlichten Ergebnisse der Volkszählungen der angegebenen Jahre entnommen, abrufbar über die Bibliothek des TURKSTAT (TÜİK)
| Jahr      | 2000       | 1990       | 1985      | 1980      | 1975      | 1970      | 1965      | 1960      | 1955      | 1950      | 1945      | 1940      | 1935      | 1927      |
| --------- | ---------- | ---------- | --------- | --------- | --------- | --------- | --------- | --------- | --------- | --------- | --------- | --------- | --------- | --------- |
| Stadt     | 385.588    | 276.528    | 194.969   | 147.488   | 132.934   | 52.830    | 73.498    | 59.863    | 48.296    | 38.685    | 36.356    | 35.266    | 31.721    | 29.918    |
| Landkreis | 534.706    | 372.020    | 272.527   | 206.508   | 191.700   | 161.780   | 134.785   | 117.851   | 100.721   | 85.820    | 79.264    | 73.733    | 67.362    | 59.180    |
| Provinz   | 01.443.422 | 01.001.455 | 00795.034 | 00602.736 | 00597.277 | 00538.131 | 00450.798 | 00401.910 | 00348.199 | 00298.394 | 00263.855 | 00245.398 | 00229.614 | 00207.487 |

## Verwaltungsstruktur
Seit der Verwaltungsreform von 2013 ist die Stadt Şanlıurfa eine Büyükşehir Belediyesi, die flächen- und einwohnerbezogen identisch mit der Provinz (İl) ist. Als eine solche Großstadtkommune stellt sie die kommunale Verwaltungsebene der Provinzdistrikte dar. Im Zuge einer Verwaltungsreform der Provinz wurde 2013 der zentrale Landkreis (Merkez) in drei neue Kreise aufgeteilt.
Damit stieg die Anzahl der Landkreise der Provinz auf 13. Die Kreise stellen gleichzeitig Stadtbezirke dar, deren kommunale Verwaltung direkt dem Büyükşehir Belediye Başkanı (Oberbürgermeister) von Şanlıurfa unterstellt ist. Repräsentant der staatlichen Verwaltung ist weiterhin der Provinzgouverneur (Vali), dem der Kaymakam der İlçe berichtet. Der Verwaltungsbereich der İlçes entspricht territorial den ehemaligen Kommunen (Belediye), deren Bürgermeister vom Başkan auf den Rang eines Muhtars heruntergestuft wurden.

### Vor der Verwaltungsreform
Ende 2012 bestand der zentrale Landkreis
- aus der Hauptstadt (Merkez İlçe) Sanliurfa 526.247 Einw. in 67 Mahalle
- vier Belediye:

Karaköprü: 60.293 Einw. in 6 Mahalle;
Kısas: 5.609 / 6;
Konuklu: 3.111 / 3 sowie
Uğurlu: 4.641 / 3;
- 336 Dörfern in 6 Bucaks mit insg. 189.055 Einw.:

Akziyaret: 13.441 in 56 Dörfern;
Çamlıdere: 42.953 / 80;
Kabahaydar: 13.376 / 41;
Payamlı: 14.322 / 41;
Yardımcı: 63.652 / 81 sowie
zentraler Bucak (Merkez Bucağı): 41.311 Einwohner in 37 Dörfern

### Nach der Verwaltungsreform
Durch das Gesetz Nr. 6360 vom 6. Dezember 2012 wurde der zentrale Kreis der Hauptstadt Şanlıurfa aufgelöst und in drei Nachfolgekreise geteilt:
- Eyyübiye: bestehend aus 36 Mahalle, 1 Belediye und 114 Köy;
- Haliliye: bestehend aus 32 Mahalle, 2 Belediye und 134 Köy;
- Karaköprü: bestehend aus 1 Mahalle und 86 Köy.

Die im Jahr 2013 durchgeführte Verwaltungsreform überführte schließlich die 3 Belediyes und die 334 Köy in Stadtviertel, so dass sich für das Jahr 2013 für den ehemaligen zentralen Landkreis eine Gesamtsumme von 415 ergab: 811.686, zusammengesetzt aus:
- Eyyübiye mit 360.509 Einwohnern in 153 Mahalles;
- Haliliye mit 347.682 Einwohnern in 169 Mahalles;
- Karaköprü mit 10.3495 Einwohnern in 93 Mahalles.

Sämtliche Bevölkerungsdaten basieren auf dem 2007 eingeführten adressbasierten Einwohnerregister (ADNKS) und können jederzeit abgerufen werden.

### Klimatabelle
|                        | Jan  | Feb  | Mär  | Apr  | Mai  | Jun  | Jul  | Aug  | Sep  | Okt  | Nov  | Dez  |   |       |
| Mittl. Temperatur (°C) | 5,9  | 6,9  | 11,1 | 16,4 | 22,5 | 28,5 | 32,2 | 31,4 | 26,9 | 20,4 | 12,6 | 7,5  | ⌀ | 18,6  |
| Mittl. Tagesmax. (°C)  | 10,3 | 11,8 | 16,7 | 22,6 | 29,0 | 35,1 | 39,0 | 38,5 | 34,1 | 27,0 | 18,2 | 12,1 | ⌀ | 24,6  |
| Mittl. Tagesmin. (°C)  | 2,5  | 3,0  | 6,4  | 10,9 | 16,0 | 21,3 | 24,9 | 24,4 | 20,4 | 15,1 | 8,4  | 4,3  | ⌀ | 13,2  |
|                        |      |      |      |      |      |      |      |      |      |      |      |      |   |       |
| Niederschlag (mm)      | 76,7 | 70,3 | 63,9 | 40,9 | 26,2 | 4,2  | 0,9  | 1,2  | 4,1  | 27,7 | 50,2 | 67,5 | Σ | 433,8 |
|                        |      |      |      |      |      |      |      |      |      |      |      |      |   |       |
| Sonnenstunden (h/d)    | 4,0  | 4,9  | 6,2  | 7,6  | 9,8  | 11,9 | 12,0 | 11,1 | 9,6  | 7,5  | 5,5  | 3,9  | ⌀ | 7,8   |
|                        |      |      |      |      |      |      |      |      |      |      |      |      |   |       |
| Regentage (d)          | 11,4 | 11,0 | 10,5 | 9,6  | 6,6  | 1,7  | 0,3  | 0,3  | 1,0  | 5,3  | 8,7  | 10,4 | Σ | 76,8  |
|                        |      |      |      |      |      |      |      |      |      |      |      |      |   |       |
| Luftfeuchtigkeit (%)   | 71   | 66   | 60   | 53   | 43   | 31   | 27   | 29   | 33   | 41   | 58   | 67   | ⌀ | 48,2  |

| 2,5 |

| 3,0 |

| 6,4 |

| 10,9 |

| 16,0 |

| 21,3 |

| 24,9 |

| 24,4 |

| 20,4 |

| 15,1 |

| 8,4 |

| 4,3 |

| 2,5 |

| 3,0 |

| 6,4 |

| 10,9 |

| 16,0 |

| 21,3 |

| 24,9 |

| 24,4 |

| 20,4 |

| 15,1 |

| 8,4 |

| 4,3 |

## Geschichte

### Vorgeschichte
In der Nähe der Stadt liegt der Göbekli Tepe mit mutmaßlich sakralen neolithischen Felsanlagen aus der Zeit ab ca. 10.000 v. Chr. (PPNA und PPNB). Ihre Entdeckung in den 1990er Jahren stellte eine archäologische Sensation dar; derzeit gräbt hier das Deutsche Archäologische Institut. Aus der Stadt Urfa selbst stammen Funde ähnlichen Alters. Ab wann eine kontinuierliche Besiedlung bestand, ist unklar.

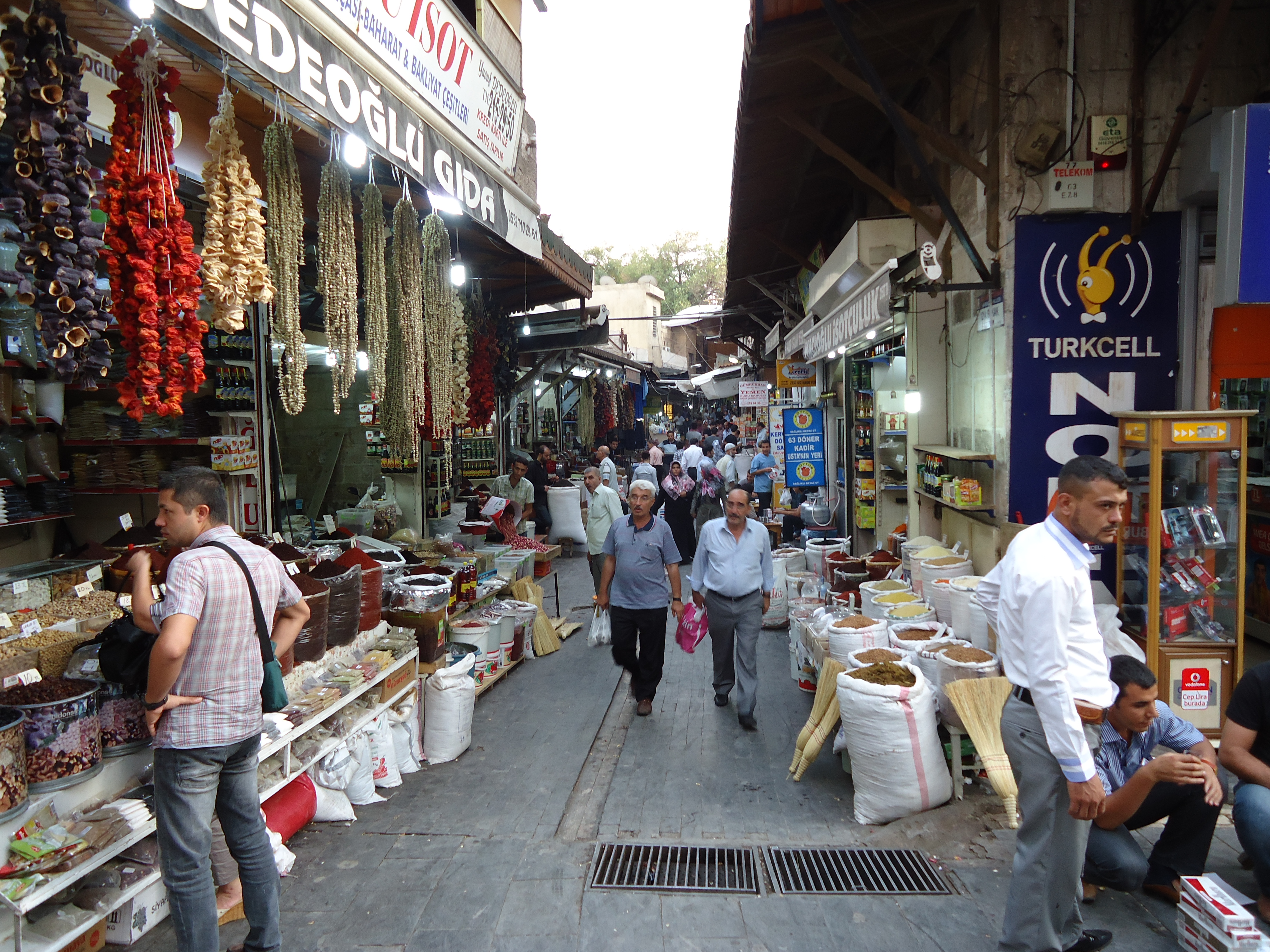
Im Basar von Urfa

Der älteste Teil der Stadt befindet sich im Stadtteil Yeni Mahalle nördlich des berühmten Balıklıgöl. Bei Straßenbauarbeiten 1997 wurden hier mehrere Besiedlungsschichten freigelegt. Bei Rettungsgrabungen durch die Universitäten von Şanlıurfa und Harran wurde die älteste Schicht als präkeramisch neolithisch identifiziert.

### Antike
Es wird vermutet, dass Urfa identisch ist mit dem hurritischen Urschu, das um 2000 v. Chr. in sumerischen, akkadischen und später in hethitischen Keilschrifttexten erwähnt wird. Ephräm der Syrer bewahrt die Legende, König Nimrod habe die Stadt gegründet. Nach islamischer Überlieferung war die Stadt überdies der Geburtsort Abrahams, der nach biblischer Tradition im benachbarten Harran zur Welt kam. 1370 v. Chr. wurde Urschu von den Hethitern unter Šuppiluliuma I. erobert. Nach dem Ende des Hethiterreiches gehörte Urschu zu Karkemisch.
Die Stadt wurde von Alexander erobert. Aus machtpolitischen Gründen nahm Seleukos I. eine Neugründung unter dem makedonischen Namen Édessa vor. Als Gründungsdatum wird gewöhnlich 303 v. Chr. angegeben. Die Stadt hatte ein rechtwinkliges Straßennetz mit viereckigen Mauern und Toren, die nach den Himmelsrichtungen orientiert waren. Der Burgberg lag nur teilweise innerhalb der Stadtmauern.
Nach dem Zerfall des Seleukidenreichs entstand um Edessa das unabhängige Kleinkönigreich Osrhoene, das später aufgrund der angeblichen Taufe des Königs Abgar V. durch Thaddäus als erstes christliches Reich der Welt galt. Die (teils unhistorische) Liste der Könige findet sich in der Chronik des syrischen Erzbischofs Dionysius von Tell Mahre. Die große Mehrheit der heutigen Forscher hält die Berichte über die sehr frühe Christianisierung Edessas aber für eine Legende, die in der Spätantike entstand. Edessa wurde damals bekannt, weil Abgar laut Eusebius von Caesarea mit Jesus Christus korrespondiert haben soll. Das Abgar-Bild, ein Abbild Christi, soll ihn geheilt haben. Diese (unhistorische) Legende entstand im 4. Jahrhundert und erlangte eine sehr weite Verbreitung. Erstmals im 6. Jahrhundert ist dann die Variante belegt, Jesus habe Abgar nicht nur ein heiliges Abbild von sich selbst geschickt, sondern auch einen Brief, in dem er dem König garantiert habe, Edessa werde niemals von Feinden erobert werden. Am Hof Abgars lebte Bardesanes von Edessa, der erste Philosoph, der in syrischer Sprache schrieb und auch Buddha erwähnt. Seine Münzen zeigen ihn mit der Tiara; auf der Rückseite das Bild des römischen Kaisers. Es ist zu vermuten, dass das Christentum unter ihm eine Rolle zu spielen begann; 201 wurde bei einem Hochwasser die erste christliche Kirche zerstört; schon bald darauf begann die Blütezeit der Schule von Edessa, und gegen Ende des 4. Jahrhunderts beschrieb die Pilgerin Egeria die Kirchen der Stadt, in der das Abgar-Bild aufbewahrt wurde.
Unter römischer Dominanz behielt die Stadt zunächst ihre Unabhängigkeit. Pompeius bestätigte Abgar II. von Edessa nach 67 v. Chr. in seinem Amt. Dieser scheint dann, nach Plutarch, eine wichtige Rolle bei der Niederlage des Crassus 53 v. Chr. gespielt zu haben. Danach wurde Edessa mitsamt der Osrhoene ein abhängiges parthisches Klientelkönigreich unter eigenen Fürsten. 49 n. Chr. wird Abgar V. bei Tacitus (Annalen XI,12) als „König der Araber“ erwähnt.
Als Kaiser Trajan 114 in Antiochia weilte, brachte ihm der König von Edessa, ebenfalls mit Namen Abgar, Geschenke, darunter über 200 Pferde. Aber schon 116 fiel Abgar von den Römern ab, und die Stadt wurde zerstört. Trajans Nachfolger Hadrian musste das Gebiet wieder räumen und setzte 117 einen parthischen Prinzen als Herrscher über Edessa ein. Wenig später gehörte die Osrhoene wieder fest zum parthischen Machtbereich. Im Jahr 123 kam dann eine einheimische Dynastie unter Manu VII. an die Herrschaft. Bis 160 gab es keine Münzen, durch die sich ein „Königreich Edessa“ nachweisen ließe. Die ältesten Münzen sind von König Wael bar Sahru (163–165) erhalten, der von den Parthern eingesetzt wurde. Von König Manu VIII. (139–163, 165–176/9) ist eine Münze erhalten, die ihn mit der Tiara zeigt. Im Jahr 165, während eines erneuten römisch-parthischen Krieges, rebellierte die Stadt gegen die Parther und öffnete römischen Truppen die Tore, der Herrscher wurde römischer Klientelkönig; doch noch verzichteten die Kaiser auf eine Annexion.
Edessa hatte lange mit dem Kult des Mondgottes Sin im nahen Harran konkurriert. Bedeutend war die Verehrung der Göttin Taratha. Noch in einem Gesetzbuch aus der Schule von Bar Daisan aus dem 3. Jahrhundert wird berichtet, dass sich in Edessa Männer zu Ehren von Taratha kastrierten. Unter dem toleranten König Abgar VIII. (176/9–212), von dem eine große Zahl von Münzen erhalten sind, wurden andererseits angeblich die ersten christlichen Kirchen gebaut. Die angeblichen Gebeine des heiligen Thomas (Mar Tuma) wurden laut späterer Tradition um 233 n. Chr. in die Stadt gebracht und in der Hauptkirche bestattet.
194 rebellierte Edessa gegen die Römer und wurde anschließend von Kaiser Septimius Severus unterworfen. Abgar IX. (212–214) folgte noch kurzfristig seinem Vorgänger auf den Thron. Der neue Kaiser Caracalla ließ ihn jedoch absetzen und töten, beendete die Herrschaft der edessenischen Könige und machte die Stadt 214 zur römischen colonia und zur Hauptstadt der römischen Provinz Osrhoene. Es scheint jedoch auch weiter Lokalfürsten gegeben zu haben; so siedelte ein edessenischer Phylarch namens Abgar 243 mit seiner Familie nach Rom über. Abgar X. prägte unter Kaiser Gordian die letzten Münzen mit der griechischen Umschrift Abgaros Basileus („König Abgar“).
Im Jahre 260 wurden die Römer unter Valerian durch die persischen Sassaniden unter Schapur I. in der Nähe von Edessa besiegt, der Kaiser geriet in Gefangenschaft.

### Spätantike
Das spätantike Edessa war weiterhin römischer Statthaltersitz, besaß eine Münzprägestätte, hatte eine weltoffene Oberschicht und war ein Zentrum für den Karawanenfernhandel mit Luxusgütern. So gab es seit alter Zeit Handelsbeziehungen zwischen Edessa und Indien. Hier kam es daher in besonderem Maße zu Kulturkontakten zwischen Orient und Okzident, und die stark befestigte Stadt blühte auch wirtschaftlich.
Während der Spätantike war Edessa ein wichtiges religiöses und intellektuelles Zentrum für den syrisch-römischen Osten, auch wenn die „Perserschule von Edessa“ 489 auf Druck des römischen Kaisers Zenon geschlossen wurde (die Dozenten wanderten ins im persischen Sassanidenreich liegende Nisibis aus). Vor allem im 6. Jahrhundert war die Stadt dann zwischen Oströmern und Persern schwer umkämpft; in dieser Zeit wurde auch die Abgar-Legende, die bereits 200 Jahre zuvor Eusebius von Caesarea erwähnt hatte, ausgestaltet und das die Stadt schützende angebliche Bild Christi erstmals erwähnt (s. o.). 544 scheiterte eine großangelegte Belagerung durch den persischen Sassanidenkönig Chosrau I. Schon 525 waren weite Teile der Stadt zerstört worden, als der Fluss Daisan über die Ufer trat. Die Kaiser Justin I. und Justinian I. ließen daraufhin umfangreiche Baumaßnahmen durchführen, weshalb die stark befestigte, nunmehr Iustinopolis genannte Stadt den Persern oft widerstehen konnte, bevor sie unter Chosrau II. um 608 schließlich doch erobert wurde.

### Mittelalter

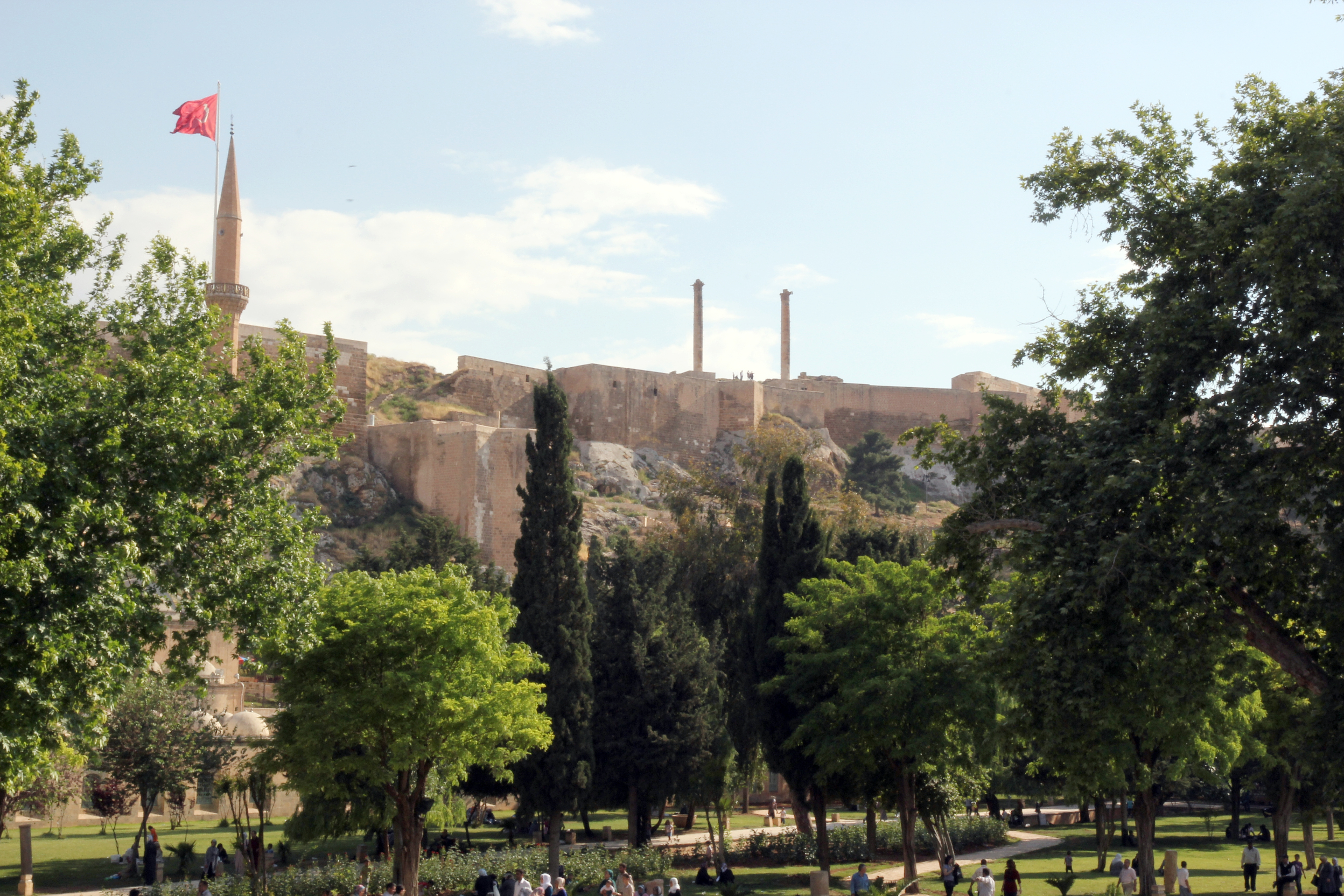
Zitadelle

630 gaben die Perser Edessa an die Oströmer zurück. Doch schon im Jahr 638 fiel die Stadt – ungeachtet der Versprechen der Abgar-Legende – in die Hände der arabischen Muslime; damit endete die antike Geschichte des Ortes. Doch blieben bischöflich geleitete christliche Gemeinden erhalten. Erst 1052 fiel Edessa wieder an Byzanz. Doch nach 1071 ergriff der armenische Abenteurer Michael Apokapes die Herrschaft. Ihm folgte – nach einem kurzen Zwischenspiel des Leon Diabatenos – 1078 sein Sohn Basileios, der die Stadt im Auftrag des ehemaligen byzantinischen Kuropalates Philaretos Brachamios einnahm. Thoros, ein Offizier des Philaretos Brachamios, trat um 1090 seine Nachfolge an. Dieser konnte Angriffen der Seldschuken standhalten, rief aber 1097 Kreuzfahrer des Ersten Kreuzzugs zu Hilfe und adoptierte schließlich deren Grafen Balduin von Boulogne. Als Thoros 1098 ermordet wurde, übernahmen die Kreuzfahrer die Herrschaft und machten die Stadt zur Hauptstadt der Grafschaft Edessa. Hierüber berichtet ausführlich der zu dieser Zeit in Edessa lebende armenische Mönch Matthias von Edessa.
Im Jahr 1144 wurde Edessa von dem seldschukischen Atabeg Zengi aus Aleppo erobert, die Zivilbevölkerung wurde größtenteils getötet. Dies markierte das Ende der großen Zeit Edessas. Die Zerschlagung des Kreuzfahrerstaates Edessa sollte der Anlass für den letztlich erfolglosen Zweiten Kreuzzug sein.
In den folgenden Jahrhunderten wurde die Stadt von den Mongolen und schließlich von den Mamelucken erobert.

### Neuzeit
1637 wurde Edessa vom Osmanischen Reich erobert und in Urfa umbenannt. Zu dieser Zeit war die Stadt ein Handelszentrum für Baumwolle, Leder und Juwelen. 1830 geriet die Stadt kurzzeitig unter die Kontrolle des ägyptischen Gouverneurs Muhammad Ali Pascha.
1895 kam es zu Pogromen gegen Armenier und syrische Christen durch spezielle Einheiten des Sultans Abdülhamid II. (die sogenannten Hamidiye) im Süden und Osten Anatoliens. Dabei wurden in Urfa nach Bericht des dort stationierten britischen Konsuls Fitzmaurice über 3000 Menschen, die in der armenischen Kathedrale Zuflucht gesucht hatten, lebendig verbrannt. Die religiöse Note der Pogrome bekam in Urfa eine besondere Prägnanz, indem ein Scheich in Berufung auf seine Religion an die 100 männliche Kleinkinder tötete. Insgesamt wurden in Urfa je nach Schätzung zwischen 5000 und über 8000 Menschen ermordet.
Johannes Lepsius baute in der Stadt mehrere karitative Einrichtungen für die Überlebenden der Pogrome auf. Sie wurden ab 1903 von der dänischen Missionarin Karen Jeppe geleitet, die sich während des Ersten Weltkrieges einen Namen als Retterin zahlreicher armenischer Flüchtlingskinder vor dem Genozid machte, als 1915/16 mehrere hunderttausend Armenier durch Urfa auf Todesmärschen in die mesopotamische Wüste getrieben wurden. 1917 verließ Jeppe krankheitsbedingt die Türkei und setzte ihre Arbeit 1921 als offizielle Beauftragte des Völkerbundes im benachbarten Syrien fort. Bereits 1915 wurde das armenische Viertel der Stadt durch osmanische Artillerie zerstört, wobei Offiziere aus dem mit der Türkei verbündeten Deutschen Reich die Kanoniere anleiteten. Es kam zum Widerstand von Urfa.
Die Besetzung Urfas durch die Briten im März 1919 brachte ein halbes Jahr friedlichen, raschen Wiederaufbau. Deren Ablösung durch französische Truppen war dagegen bereits von Unwillensäußerungen der Muslime begleitet. Die Franzosen wurden in der Folgezeit von den türkisch-nationalistischen Streitkräften aus dem Gebiet vertrieben.
Seit Anfang des 21. Jahrhunderts hat Urfa stark vom wirtschaftlichen Aufschwung profitieren können, den insbesondere das Südostanatolien-Projekt (GAP) in der Südosttürkei hervorgerufen hat.
Im Verlauf des Syrischen Bürgerkrieges ab 2011 entwickelte sich Şanlıurfa zur Durchgangsstation für Dschihadisten aus der ganzen Welt, die durch Schleuser über die Grenze nach Syrien geleitet werden. Gleichzeitig wurde der Ort zum Ziel von rund 350.000 Kriegsflüchtlingen aus Syrien.

## Gründungsmythen
Als Gründer der Stadt nennt Ephraim der Syrer, der Orhay mit dem biblischen Erech gleichsetzt, den assyrischen König Nimrod. Dies wird unter anderem durch Isidor von Sevilla aufgegriffen. Jakob von Edessa setzte Nimrod dann mit Ninos, dem Sohn des Belos gleich, der bei Diodor als der Gründer Ninivehs erwähnt wird. Zwei 17 Meter hohe Säulen mit korinthischen Kapitellen auf dem Zitadellenberg Urfas werden im Volksmund Thron des Nimrod genannt. Bar Hebraeus nennt Henoch, „den die Griechen Hermes Trismegistos nennen“, als Gründer der Stadt.
Nach anderer syrischer Tradition wurde Urfa durch Orhay, den Sohn der Schlange (Hewya) gegründet.

## Religion

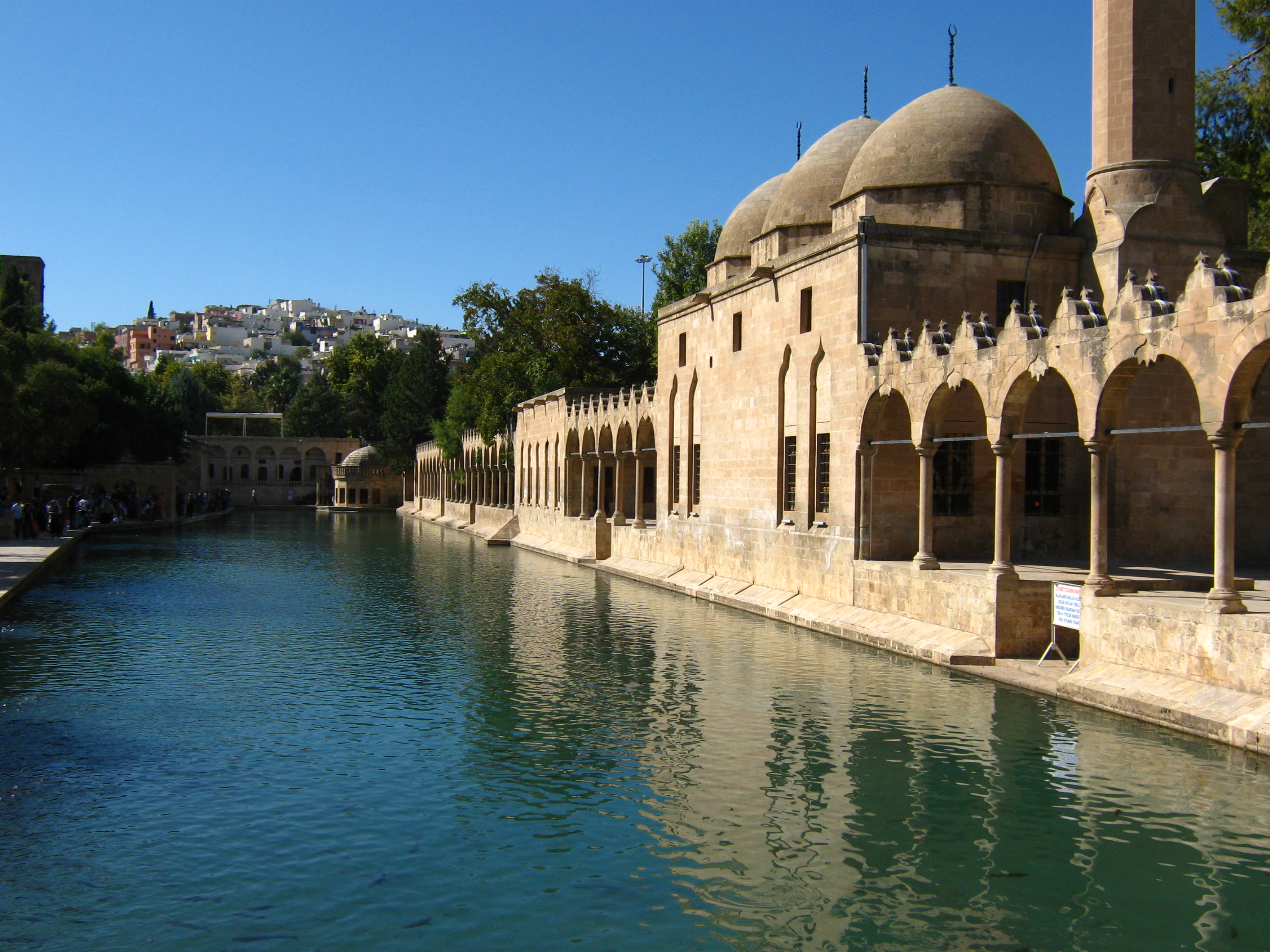
Teich des Abraham mit heiligen Karpfen an der Halil-Rahman-Moschee

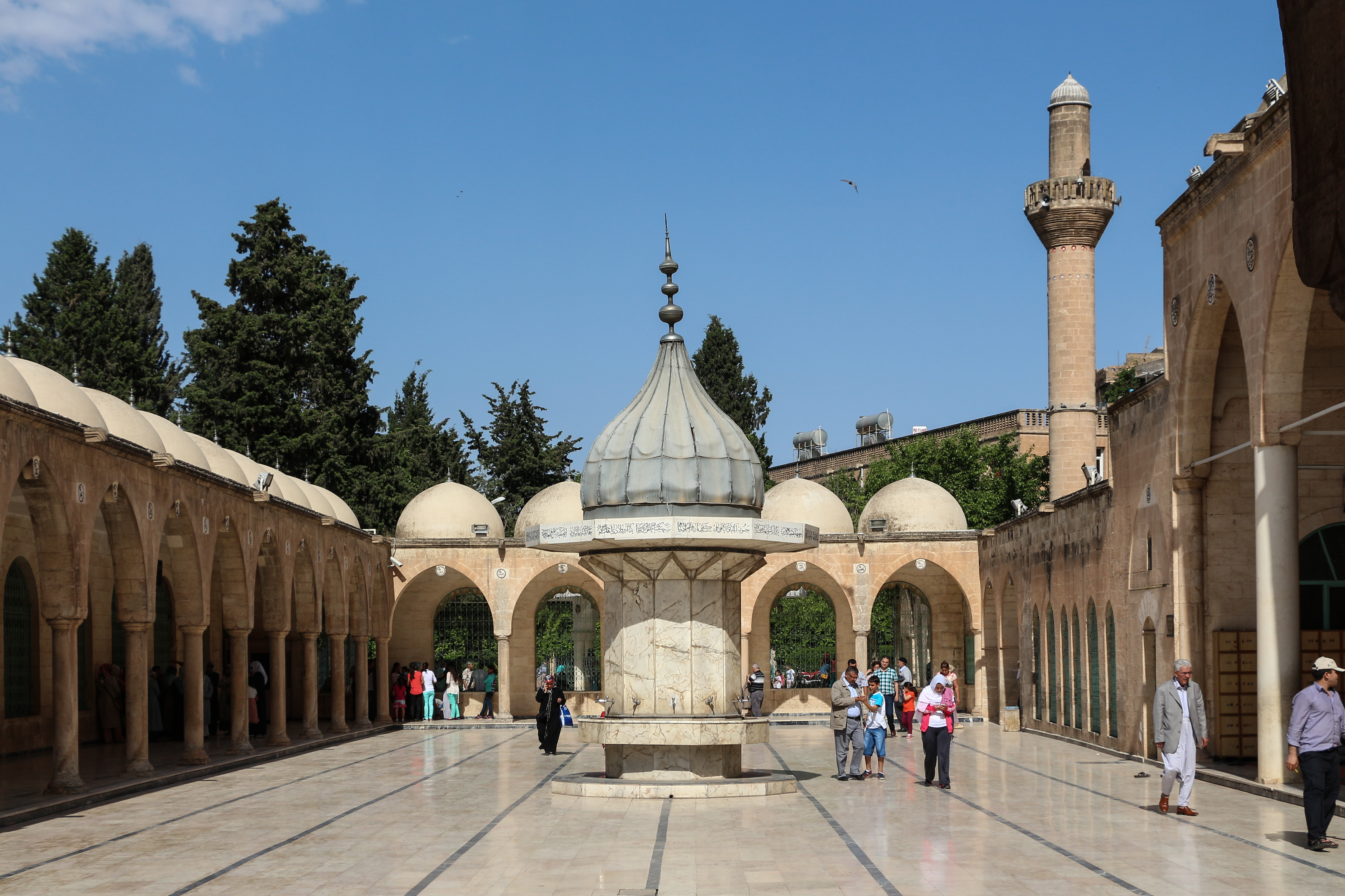
Mevlid-i Halil-Moschee

Şanlıurfa ist die fünftheiligste Stätte des Islam und ein bedeutender Wallfahrtsort, denn hier sollen Abraham (Ibrahim) und Ijob (Eyyub) gelebt haben. Entsprechend altorientalischer christlicher und später islamischer Tradition wurde Abraham hier geboren, seine vermutliche Geburtshöhle wird verehrt und ist eine wichtige Pilgerstätte. So wird Şanlıurfa auch mit der alttestamentlichen Stadt Ur in Verbindung gebracht.
Eine zentrale Stätte des islamischen Wallfahrtsortes Şanlıurfa ist die Halil-Rahman-Moschee und der zum Komplex gehörende Teich des Abraham mit heiligen und unantastbaren Karpfen. Die Legende besagt, dass Gott Abraham, der auf einem Scheiterhaufen verbrannt werden sollte, errettete, indem er das Feuer in Wasser verwandelte und Glutbrocken zu Karpfen wurden.
Die christliche Gemeinde von Edessa hat stets beansprucht, besonders alt und ehrwürdig zu sein. Nach der (in der Forschung angezweifelten) Taufe des Königs Abgar V. und vieler Bewohner seines Reiches wurden, so heißt es, die ersten christlichen Kirchen in Edessa gebaut. Abgar V. soll auch angeordnet haben, dass jedem, der sich zu Ehren von Taratha kastrierte, die Hand abgeschnitten werde, worauf diese Sitte erlosch. Aus dieser Zeit soll auch das Abgar-Bild stammen, ein Tuch, das ein Abbild Christi zeigt und dem König laut der Legende von Jesus selbst zugesandt wurde, zusammen mit einem Brief, der in der frühen Kirche zeitweise als einziges von Jesus persönlich verfasstes Schriftstück galt – die erste überlieferte Kirchengeschichte des Eusebius von Caesarea beginnt mit diesem Brief – der heute aber als eindeutig unecht angesehen wird. Dieses Bild, das im 6. Jahrhundert erstmals historisch fassbar wird und damals nach Konstantinopel gebracht wurde, gilt manchen als die erste christliche Ikone. Nach einer anderen christlichen Tradition war der Apostel Thomas, einer der Jünger Jesu, Gründer der syrischen Kirche in Edessa. Laut dieser Tradition wurden seine Gebeine aus Parthien oder Indien nach Edessa überführt und dort bestattet. Ibas von Edessa ließ für seine Reliquien eine Kirche erbauen.

### Schule von Edessa
Der erste bedeutende christliche Autor in syrisch-aramäischer Sprache war Bardesanes von Edessa um die zweite Jahrhundertwende, auf den das Buch der Gesetze der Länder zurückgeht. Edessa entwickelte sich früh zu einem Zentrum insbesondere theologischer Gelehrsamkeit. Insbesondere die syrische bzw. aramäische Christenheit hatte in dieser Stadt mit ihrer berühmten theologischen Schule ein bedeutendes Zentrum. Einer von vielen berühmten Lehrern war Ephräm der Syrer, und der ostaramäische Dialekt Edessas wurde bald zur Sprache der syrischen Literatur. Die Stadt war ein Zentrum für melkitische (chalkedonensische), jakobitische (monophysitische) und nestorianische (ostsyrische) Christen, in der zeitweise mehrere Bischöfe nebeneinander amtierten. Einer der berühmtesten war der Geschichtsschreiber Jakob von Edessa († 708); geboren wurde hier auch der Melkit Theodor Abū Qurra († um 830), einer der frühesten christlichen Denker in arabischer Sprache.
Das spätantike Edessa war dann ein Zentrum christlicher wie nichtchristlicher Gelehrsamkeit. Im 4. und 5. Jahrhundert war Edessa ein bedeutendes Zentrum des nestorianischen Christentums und ging dann durch Mar Ephrem den Syrer zum Glauben und den Lehren der syrischen Kirche über. Die christliche Schule von Edessa blühte seit dem späteren 4. Jahrhundert, so dass viele bekannte Lehrer der syrischen Kirchen dort lernten und lehrten, so etwa die bekannten Dichter Jacob von Serugh, Mar Narsai und der Bischof und Dichter Mar Rabbula. Im fünften Jahrhundert war Edessa unter Bischof Ibas von Edessa († 457) Sitz der berühmten christlichen Schule, die dann aber unter Kaiser Zeno 489 geschlossen wurde, da ihre Lehren als häretisch galten. Daraufhin wanderten viele der Lehrer ins benachbarte Sassanidenreich aus und gründeten dort die Schule von Nisibis.

## Kultur
Das Archäologische Museum Şanlıurfa in der Çamlık Caddesi zeigt eine reichhaltige Sammlung von archäologischen Fundstücken der Umgebung, darunter aus Harran, Göbekli Tepe und Nevalı Çori. Es ist an den Grabungen des Deutschen Archäologischen Instituts in Göbekli Tepe beteiligt.

## Verkehr und Infrastruktur
Zusätzlich zum bestehenden Busnetz wird ein Netz von Oberleitungsbussen eingerichtet. Insgesamt sollen vier Linien mit einer Gesamtlänge von 78 km entstehen. Obwohl im Oktober 2018 eine offizielle Einweihungsfahrt stattfand, konnte der Betrieb zunächst nicht starten, weil nur ein einziges Fahrzeug geliefert worden war. Wegen politischer Faktoren, einschließlich anschließendem Bürgermeisterwechsel, wurde das Projekt zunächst nicht fortgesetzt, und es wurden keine zusätzlichen Fahrzeuge geliefert. Die erste Linie mit einer Streckenlänge von 7,4 Kilometern ist am 28. April 2023 in Betrieb gegangen, wobei ca. 95.000 Fahrgäste pro Tag erwartet werden.

## Persönlichkeiten
- Bardesanes von Edessa (154–222 A. D.), syrischer Theologe
- Abgar VIII. bar Manu, König von Edessa (ca. 177–212)
- Alexius von Edessa († um 430), Einsiedler und Heiliger
- Theophilos von Edessa (8. Jahrhundert), Gelehrter und Geschichtsschreiber
- Theodoros von Edessa (9. Jahrhundert), Heiliger, ab ca. 836 orthodoxer Bischof von Edessa
- Nâbi (1642–1712), kurdisch-osmanischer Dichter
- İbrahim Baran (* 1940), Herpetologe
- Ahmet Özhan (* 1950), Sänger
- Seyyal Taner (* 1952), Sängerin und Schauspielerin
- İbrahim Tatlıses (* 1952), Arabesque-Sänger
- Abdurrahman Yalçınkaya (* 1950), türkischer Jurist und Generalstaatsanwalt beim Kassationshof
- Murat Karayılan (1956–2023), kurdischer Politiker
- Güler Ateş (* 1964), Klassische Archäologin
- Gülşen Degener (* 1968), Karambolagespielerin
- Ümit İnal (* 1969), Fußballspieler und -trainer
- Fevzi Özkan (* 1986), Fußballspieler
- Sema Çalışkan (* 1996), Boxerin

## Belege
1. ↑  Şanliurfa Nüfusu, abgerufen am 15. März 2021
2. ↑  YordamBT s.18.7. Archiviert vom Original am 25. Februar 2024; abgerufen am 1. Mai 2025 (türkisch).
3. ↑  Gesetz Nr. 6360, veröffentlicht im Amtsblatt Nr. 28489
4. ↑  Central Dissemination System/Merkezi Dağıtım Sistemi (MEDAS) des TÜIK, abgerufen am 15. März 2021
5. ↑  Bahattin Çelik: An Early Neolithic Settlement in the Center of Şanlıurfa, Turkey in NEO-LITHICS 2+3/00 – The Newsletter of Southwest Asian Neolithic Research
6. ↑  Diese Darstellung wird allerdings von Segal bezweifelt.
7. ↑  Thomas S. Asbridge: Die Kreuzzüge. 7. Auflage. Klett-Cotta, Stuttgart 2016, ISBN 978-3-608-94921-6, S. 215.
8. ↑  Deborah Mayersen: On the Path to Genocide: Armenia and Rwanda Reexamined. Berghahn, New York/Oxford 2014, ISBN 978-1-78238-284-3, S. 45 (Google Books).
9. ↑  Hans-Lukas Kieser: Der verpasste Friede: Mission, Ethnie und Staat in den Ostprovinzen der Türkei 1839–1938. Chronos Verlag, Zürich 2000, ISBN 978-3-905313-49-9, S. 233.
10. ↑  Hans-Lukas Kieser: Der verpasste Friede: Mission, Ethnie und Staat in den Ostprovinzen der Türkei 1839–1938. Chronos Verlag, Zürich 2000, ISBN 978-3-905313-49-9, S. 234.
11. ↑  David Gaunt: Massacres, Resistance, Protectors: Muslim-Christian Relations in Eastern Anatolia During World War I. Gorgias Press, Piscataway (New Jersey) 2006. ISBN 1-59333-301-3, S. 267
12. ↑  Alfred Hackensberger: Schleusersystem: So gelangen Dschihadisten ins Land des Terrors. In: Die Welt. 14. Januar 2014, abgerufen am 10. März 2018.
13. ↑  metro-report.com vom 19. Oktober 2018 (englisch) abgerufen am 26. Oktober 2018
14. ↑  Trolleynews. In: Trolleybus Magazine. National Trolleybus Association (England), April 2019, ISSN 0266-7452, S. 75 (englisch)., OCLC 62554332
15. ↑  Türkei: Sanliurfa. In: Blickpunkt Straßenbahn. EK-Verlag, Oktober 2020, ISSN 0173-0290, S. 151.
16. ↑  Trolleynews. In: Trolleybus Magazine. National Trolleybus Association (England), Februar 2020, ISSN 0266-7452, S. 35 (englisch)., OCLC 62554332
17. ↑  Urfa'da trambüs ücretsiz olacak! In: Urfa Ekspres Haber. 28. April 2023, abgerufen am 19. April 2025 (türkisch).
18. ↑  Şanlıurfa Trambus Project – Bozankaya A.Ş. 7. Juli 2021, abgerufen am 25. Mai 2024 (britisches Englisch).
19. ↑  leventelmastas: Şanlıurfalılardan Trambüse Tam Not. 2. Mai 2023, abgerufen am 25. Mai 2024 (türkisch).
20. ↑  leventelmastas: Şanlıurfa'da Trambüs Seferleri Bir Yıl Ücretsiz. 29. April 2023, abgerufen am 25. Mai 2024 (türkisch).